# Limnaecia ida
Limnaecia ida là một loài bướm đêm thuộc họ Cosmopterigidae. Nó được tìm thấy ở Úc.